# Rousettus tangkokoensis
Rousettus tangkokoensis (Lengkong, Arisoesilaningsih, Hakim & Sudarto, 2016) è un pipistrello della famiglia degli Pteropodidi  endemico di Sulawesi.

## Descrizione

### Dimensioni
Pipistrello di medie dimensioni, con la lunghezza dell'avambraccio tra 72 e 86 mm, la lunghezza della coda tra 16,7 e 25,9 mm, la lunghezza del piede tra 20,7 e 23,6 mm, la lunghezza delle orecchie tra 15,1 e 20,1 mm.

### Aspetto
Le spalle sono arancioni-nerastre, il collo è arancione scuro, mentre le parti ventrali sono arancioni brillanti. La testa è arancione scura, il muso è lungo ed affusolato. Gli occhi sono grandi. Le ali sono attaccate posteriormente lungo i fianchi del corpo. La tibia è cosparsa di peli. La coda è corta, mentre l'uropatagio è ridotto ad una sottile membrana lungo la parte interna degli arti.

## Biologia

### Alimentazione
Si nutre di frutta.

### Riproduzione
Gli individui catturati tra novembre ed agosto erano sessualmente attivi.

## Distribuzione e habitat
Questa specie è conosciuta soltanto sul Gunung Dua Sudara, nella parte più nord-orientale dell'isola indonesiana di Sulawesi.
Vive nelle foreste umide e foreste costiere.

## Conservazione
Questa specie, essendo stata scoperta solo recentemente, non è stata sottoposta ancora a nessun criterio di conservazione.